# Кубок Німеччини з футболу 1993—1994
Кубок Німеччини з футболу 1993—1994 — 51-й розіграш кубкового футбольного турніру в Німеччині. У кубку взяли участь 76 команд. Переможцем кубка Німеччини втретє став бременський Вердер.

## Третій раунд
| Команда 1                 | Рахунок         | Команда 2                     |
| ------------------------- | --------------- | ----------------------------- |
| 10 вересня 1993           |                 |                               |
| Унтерахінг (3)            | 1:2             | Ганза (2)                     |
| Рот-Вайс (Ессен) (2)      | 3:2 дч          | Санкт-Паулі (2)               |
| Магдебург (3)             | 1:5             | Баєр 04                       |
| Айнтрахт (Брауншвейг) (3) | 0:1             | Теніс Боруссія (2)            |
| 11 вересня 1993           |                 |                               |
| Айнтрахт (Гайгер) (3)     | 1:3 дч          | Кайзерслаутерн                |
| Аугсбург (3)              | 3:0             | Марль (3)                     |
| Фрайбург                  | 5:3 дч          | Айнтрахт (Франкфурт-на-Майні) |
| Саарбрюкен (2)            | 2:4             | Гамбург                       |
| Ганновер 96 (2)           | 2:3             | Динамо (Дрезден)              |
| Баварія (аматори) (3)     | 0:0 дч пен. 5:4 | Кельн                         |
| Баєр 05 Юрдінген (2)      | 2:3             | Карл Цейс (2)                 |
| 12 вересня 1993           |                 |                               |
| Кікерс (Оффенбах) (3)     | 1:1 дч пен. 3:5 | Вердер                        |
| Хемніцер (2)              | 1:2 дч          | Ваттеншайд 09                 |
| Пфедерсгайм (Вормс) (3)   | 1:3 дч          | Дуйсбург                      |
| Шальке 04                 | 2:3 дч          | Баварія                       |
| 26 жовтня 1993            |                 |                               |
| Боруссія (Менхенгладбах)  | 1:0*            | Карлсруе СК                   |

* - матч був переграний на нейтральній території після поранення голкіпера Карлсруе СК Олівера Кана предметом, кинутим вболівальниками суперника.

## Четвертий раунд
| Команда 1                | Рахунок         | Команда 2          |
| ------------------------ | --------------- | ------------------ |
| 26 жовтня 1993           |                 |                    |
| Фрайбург                 | 3:0             | Ганза (2)          |
| Аугсбург (3)             | 0:0 дч пен. 3:4 | Баєр 04            |
| 27 жовтня 1993           |                 |                    |
| Карл Цейс (2)            | 1:0             | Ваттеншайд 09      |
| Вердер                   | 4:2             | Гамбург            |
| Рот-Вайс (Ессен) (2)     | 4:2             | Дуйсбург           |
| Баварія (аматори) (3)    | 3:3 дч пен. 3:4 | Теніс Боруссія (2) |
| 9 листопада 1993         |                 |                    |
| Боруссія (Менхенгладбах) | 2:3             | Кайзерслаутерн     |
| Динамо (Дрезден)         | 2:1             | Баварія            |

## Чвертьфінали
| Команда 1         | Рахунок         | Команда 2            |
| ----------------- | --------------- | -------------------- |
| 30 листопада 1993 |                 |                      |
| Карл Цейс (2)     | 0:0 дч пен. 5:6 | Рот-Вайс (Ессен) (2) |
| 1 грудня 1993     |                 |                      |
| Фрайбург          | 0:1             | Теніс Боруссія (2)   |
| Динамо (Дрезден)  | 1:1 дч пен. 5:4 | Баєр 04              |
| 9 грудня 1993     |                 |                      |
| Вердер            | 2:2 дч пен. 4:3 | Кайзерслаутерн       |

## Півфінали
| Команда 1            | Рахунок | Команда 2          |
| -------------------- | ------- | ------------------ |
| 8 березня 1994       |         |                    |
| Рот-Вайс (Ессен) (2) | 2:0     | Теніс Боруссія (2) |
| 9 березня 1994       |         |                    |
| Динамо (Дрезден)     | 0:2     | Вердер             |

## Фінал
| 14 травня 1994 18:15 (CET) |

| Вердер                               | 3:1      | Рот-Вайс (Ессен) |
| ------------------------------------ | -------- | ---------------- |
| Баєрсдорфер 17' Герцог 38' Руфер 88' | Протокол | Бангура 50'      |

| Олімпіаштадіон, Берлін Глядачів: 76 391 Арбітр: Манфред Амерель |